# Antonio Franco Florensa
Antonio Franco Florensa (Lérida, 25 de octubre de 1911-30 de junio de 1996) fue un futbolista español. En la posición de centrocampista militó en el Español de Barcelona en la temporada 1932-1933 (debutando el 12 de marzo de 1933) y seis temporadas más en el Fútbol Club Barcelona, con el que ganó una Copa de España en 1942. En total jugó 45 partidos de liga y marcó un gol.

## Palmarés
| Título         | Club                  | Año  |
| -------------- | --------------------- | ---- |
| Copa de España | Fútbol Club Barcelona | 1942 |

## Equipos
| Club                  | País   | Año  |
| --------------------- | ------ | ---- |
| Español de Barcelona  | España | 1932 |
| Fútbol Club Barcelona | España | 1934 |